# Отдалённый гром
«Отдалённый гром» (бенг. অশনি সংকেত) — индийский фильм, снятый режиссёром Сатьяджитом Раем в 1973 году и основанный на одноименном романе Бибхутибхушана Бандопадхьяя. В отличие от большинства более ранних фильмов Рая был снят в цвете. Включен в «Путеводитель The New York Times по 1000 лучшим когда-либо созданным фильмам».

## Сюжет
Действие фильма происходит в Бенгалии во время Второй мировой войны и рассказывает о большом голоде 1943 года. Главные герои — молодая семья брамина Гангачарана, работающего учителем, доктором и священником, и его жены Анаги.
Война для жителей деревни — не более чем изредка пролетающие бомбардировщики. Япония захватила Сингапур и Бирму, откуда в Бенгалию экспортировался рис. Постепенно цены повышаются, и риса не хватает. Жизнь жителей деревни начинает меняться, разрушется привычный уклад: Гангачаран просит жену отказывать в гостеприимстве другим людям; возникают беспорядки во время продажи риса; старейшина прячет рис; жители начинают собирать речных улиток и дикий картофель; Анага едва не стала жертвой изнасилования, но её подруги сумели убить насильника; подруга Анаги за рис изменяет мужу с односельчанином, с детства обезображенным шрамами от пиротехники; Гангачаран кремирует неприкасаемую, умершую от голода. В финале жители покидают деревню.

## В ролях
- Сумитра Чаттерджи — Гангачаран Чакраварти
- Бобита — Ананга
- Сандхья Рой — Чутки
- Говинда Чакраварти — Динабандху
- Рамеш Мухерджи — Бисвас
- Нони Гангули — печник Джаду

## Награды
- 1973 — «Золотой медведь» на Берлинском кинофестивале.
- 1974 — Национальная кинопремия Индии[3]:
  - Лучший фильм на бенгальском языке
  - Лучшая музыка к фильму — Сатьяджит Рай
  - Лучшая операторская работа (цвет) — Соуменду Рой